# Ariammore
Ariammore è il quarto album registrato in studio e con canzoni inedite della cantante napoletana Consiglia Licciardi.
Testi e musiche sono di Peppe Licciardi tranne la traccia numero undici, Chiove, che è un brano del 1923 di Libero Bovio ed Evemero Nardella.

## Il disco
Il disco è un lavoro a tema "le stagioni dell'anno e l'effetto che hanno sui sentimenti umani".  All'interno di esso le quattro stagioni rivisitate dall'autore-compositore, inframezzate da brani che rispecchiano i vari momenti delle stagioni appena vissute musicalmente.
La musicalità e gli strumenti usati sono quelli del bacino del Mediterraneo, come: oud, darabukka, lira del Ponto, mandola, mandolino, chitarra battente.
La scaletta dei brani segue il filo logico dello scorrere delle stagioni

## Tracce
1. Ariammore  (Peppe Licciardi) - 3:36
2. Primmavera (Primavera) (Peppe Licciardi) – 4:00
3. Lacreme  (Peppe Licciardi) - 2:51
4. Voglio (Peppe Licciardi) - 4:20
5. Staggione (Estate) (Peppe Licciardi) -  4:33
6. Canzone antica (Peppe Licciardi) - 4:23
7. Senza se ‘ncuntrà (Peppe Licciardi) - 3:28
8. Autunno (Autunno) (Peppe Licciardi) - 4:41
9. Uocchie curvine (Peppe Licciardi) - 2:58
10. Vierno (Inverno) (Peppe Licciardi) - 4:47
11. Chiove (E. Nardella - L.Bovio) - 3:58

## Musicisti
- Peppe Licciardi - chitarra classica, Liuto Arabo, Mandola, Nacchere.
- Francesco Ponzo - Bouzouki, chitarra elettrica
- Sasà Federici - Jembè, darbuke, tammora, altre percussioni
- Sasà Piedepalumbo - Fisarmonica, pianoforte
- Angelo spinelli- Violoncello
- Michele Signore- Violino, Lira del Ponto
- Salvatore Esposito- Mandolino
- Pino Ciccarelli- Clarinetto
- Antonello Paliotti- Chitarra battente
- Aldo Perris- Contrabasso, freetles, Basso elettrico
- Gianni Cuciniello- Tastiere, samples